# 함양군의 지질

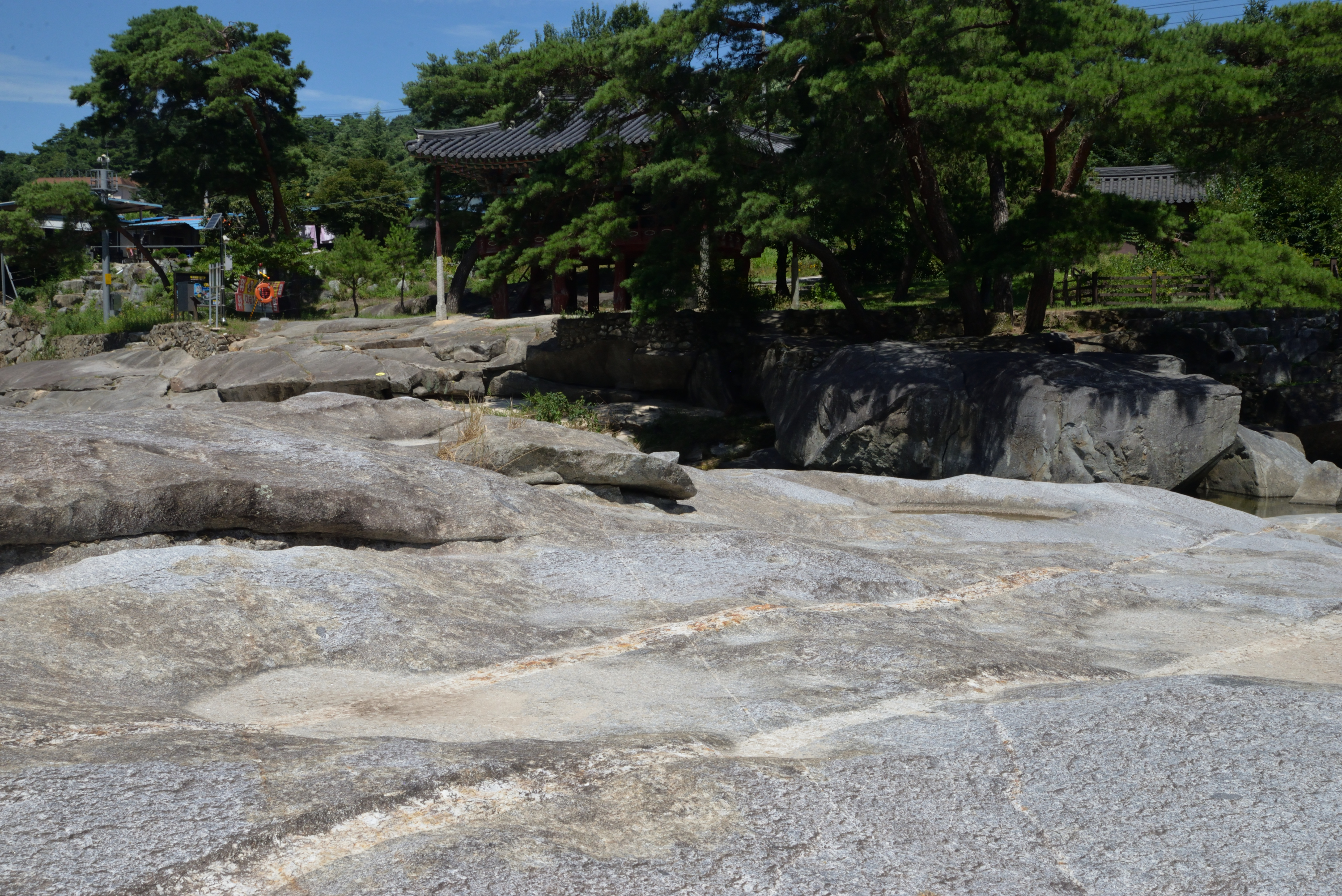
함양군 서하면 다곡리 동호정과 화강암

본 문서에서는 대한민국 영남 지괴/영남 육괴 내 경상남도 함양군의 지질과 농월정, 거연정, 동호정 등 지질유산에 대해 설명한다. 

## 개요
경상남도 함양군은 영남 지괴/영남 육괴 한가운데 위치하여, 남동부와 지리산 및 최북단의 남덕유산 지역은 선캄브리아기의 편마암으로 구성되고 북서부 지역은 화강암으로 구성된다. 1:5만 지질도 상으로 
- 장계 지질도폭(1993) 남동부 (남덕유산, 서상면 북부)[2]
- 거창 지질도폭(1970) 남서부 (금원산, 기백산, 안의면 상원리 용추계곡, 하원리 북부)[3]
- 함양 지질도폭(1994) 동부 (서상면 남부, 서하면 중·서부, 거연정, 백전면, 병곡면, 함양읍 북서부, 지곡면 서부)[4]
- 안의 지질도폭(1968) 서부 (황석산, 서하면 동부, 동호정, 안의면, 지곡면 동부, 수동면, 함양읍 백천리)[5]
- 운봉 지질도폭(1968) 동부 (함양읍 남서부, 마천면, 휴천면 서부, 유림면 북단, 지리산 천왕봉 북서부)[6]
- 산청 지질도폭(1970) 북서부 (휴천면 동부, 유림면)[7]

에 해당한다.

## 편마암

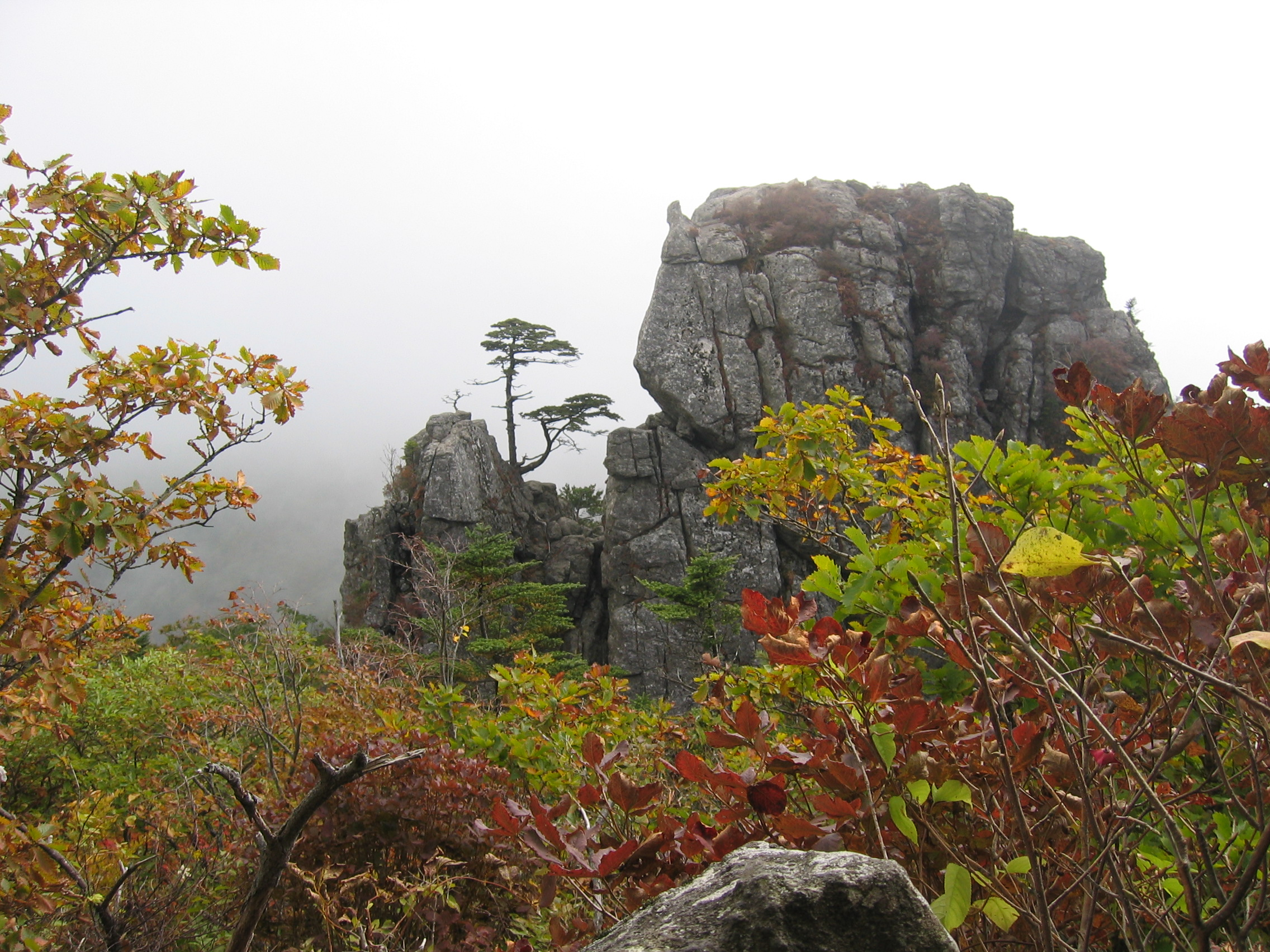
선캄브리아기 편마암으로 구성된 지리산

### 호상·흑운모 편마암
호상 편마암 및 흑운모 편마암은 함양군 휴천면 운서리~유림면 유평리, 유림면 대궁리~휴천면 북부~삼봉산~남원시 인월면, 함양읍 남서부~팔령, 백전면 오천리~병곡면 옥계리, 지곡면 평촌리~무이산(474 m)~안의면 대대리, 수동면 동부 지역에 북동 방향으로 분포한다. 흑운모 편마암, 호상 편마암, 안구상 편마암 등으로 구성된다.

### 미그마타이트(혼성암)질 편마암
미그마타이트(혼성암)질 편마암은 함양군 지곡면 평촌리~시목리~안의면 대대리와 수동면 죽산리~덕갈산(665 m) 지역에 북동 방향으로 대상 분포하며 거창군 지역으로 이어진다. 이 편마암은 변성니질암과 변성사질암의 호층으로 구성되며 운모편암, 석영견운모편암, 규암 등이 협재된다.

### 지리산 지역
지리산 지역 선캄브리아기 기반암은 화강암질 편마암(화강편마암), 페그마타이트/미그마타이트(혼성암)질 편마암, 반상변정편마암 등으로 구성된다. 지리산 주능선 고지대와 천왕봉 지역에 분포하는 혼성페그마타이트질 편마암은 퇴적암의 층리와 같은 층상 구조가 나타나며 혼성페그마타이트질편마암과 그 아래의 화강암질편마암, 반상변정 편마암 역시 퇴적암 기원으로 추정된다.

## 화성암

### 함양 화강암 (편상 화강암)
함양 화강암은 함양군 북서부 서하면, 백전면, 병곡면, 함양읍 지역에 분포하는 화강암이며 장계, 함양 지질도폭에서는 트라이아스기의 화강암으로 분류하였다. 편마암을 관입하였으며 엽리가 발달하고 백암산 지역에서 7 내지 10조의 전단대가 2~3 km 폭으로 발달한다. 박계헌 외(2005, 2006)는 영남 육괴 내 화강암에 대해 스핀 U-Pb 연대측정을 실시하여 함양군 안의면 남서부 화강섬록암에서 199.1±2.4 Ma, 서하면 황산리 호성교 인근 하상(북위 35° 36′ 51″ 동경 127° 45′ 58″ / 북위 35.61417°  동경 127.76611° )의 반상 화강암에서 225.4±4.1 Ma (트라이아스기 후기 카르니안), 함양군 안의면 황곡리(북위 35° 36′ 15″ 동경 127° 50′ 30″ / 북위 35.60417°  동경 127.84167° )의 엽리상 화강섬록암에서 195.6±1.8 Ma (쥐라기 전기 시네무리안)의 결과를 보고하였다.
함양 화강암
- 함양 화강암, 함양군 서하면 송계리 국도 제26호선 도로변 (통영대전고속도로 서하교 교각 아래)
북위 35° 38′ 53.5″ 동경 127° 42′ 05.0″ / 북위 35.648194°  동경 127.701389°
- 함양 화강암, 함양군 서하면 봉전리 국도 제26호선 도로변
북위 35° 37′ 44.0″ 동경 127° 44′ 05.0″ / 북위 35.628889°  동경 127.734722°
- 거정편상 화강암, 함양군 서하면 황산리 국도 제26호선 도로변
북위 35° 37′ 18.5″ 동경 127° 46′ 21.0″ / 북위 35.621806°  동경 127.772500°
- 거정편상 화강암, 함양군 서하면 황산리 국도 제26호선 도로변
북위 35° 37′ 20.0″ 동경 127° 46′ 21.0″ / 북위 35.622222°  동경 127.772500°
- 거정편상 화강암, 함양군 서하면 다곡리 동호정 (이하 동일)
북위 35° 37′ 12.5″ 동경 127° 45′ 08.0″ / 북위 35.620139°  동경 127.752222°

### 육십령 화강암
육십령 화강암은 육십령과 서상면 상남리, 대남리, 중남리, 금당리와 거창군 북상면 월성리, 장수군 장계면에 걸쳐 분포하는 저반 화강암이며 석영, 장석, 사장석, 백운모, 흑운모 등으로 구성된다.

### 반려암질암 (마천 층상 관입암)
함양군 마천면에는 반려암체가 기반암을 암주상으로 관입하였으며 행정 구역상 함양군 마천면 창원리와 덕전리 및 남원시 산내면 백일리에 걸쳐 북북동-남남서 방향으로 분포하고 그 면적은 45 km2 정도이다. 지표에 노출된 두께는 600 m 정도이며 강변에 드러난 것을 제외하고는 노두의 발달이 불량하다. 운봉 지질도폭(1968)에서는 시대 미상의 반려암질암으로 기재하였으며 이후 송용선 외(2004, 2007)가 마천 (반려암질) 층상 관입암으로 명명하였다. 마천 층상 관입암은 김청빈과 앤드류(1996)의 저어콘 U-Pb 연대측정에 의해 중생대 트라이아스기(223±3 Ma)에 관입한 것으로 보고되었으며 마천 층상 관입암은 발달 상태에 따라 층상(layered)과 엽상(laminated) 구조로 구분되며 우백질과 우흑질 부분이 교호하는 층상 구조가 나타난다. 반려암, 우백질 반려암, 회장암질암 등의 고철질-초고철질 암석들이 층상 구조를 형성하며 구성 광물은 사장석과 감람석, 각섬석, 휘석이다. 금대산(851 m) 정상부 남서측의 고도 800 m 부근에 노출된 층상 반려암에는 저각의 사층리와 습곡 구조가 나타난다.
반려암질암 (마천 층상 관입암)
- 함양군 마천면 의탄리 천왕봉로 도로변, 금계마을/지리산제1교 서측
북위 35° 24′ 07.0″ 동경 127° 40′ 57.0″ / 북위 35.401944°  동경 127.682500°
- 함양군 마천면 가흥리 가흥교 하상
북위 35° 23′ 49.0″ 동경 127° 39′ 38.0″ / 북위 35.396944°  동경 127.660556°
- 함양군 마천면 가흥리 하상
북위 35° 24′ 16.0″ 동경 127° 39′ 13.0″ / 북위 35.404444°  동경 127.653611°

## 같이 보기
- 한국의 지질
- 영남 지괴/영남 육괴